# Aston Bank SA
Aston Bank är en oberoende schweizisk bank. Banken är baserade i den gamla stadsdelen i Lugano (Ticino) i Schweiz finansiella centrum. Banken är känd för att vara inriktade på förvaltning av tillgångar. Banken grundades 1994.